# Lucifer
Vous pouvez aider à l'améliorer ou bien discuter des problèmes sur sa page de discussion.
- Il peut contenir un travail inédit ou des déclarations non vérifiées. Vous pouvez l’améliorer en ajoutant des références. (Marqué depuis septembre 2021)

Vous pouvez aider à l'améliorer ou bien discuter des problèmes sur sa page de discussion.
- Il ne s’appuie pas, ou pas assez, sur des sources secondaires ou tertiaires. (Marqué depuis septembre 2021)
- Il n'a pas de sujet précis, ce que le premier principe fondateur de Wikipédia exige. (Marqué depuis décembre 2022)
- Il doit être recyclé. La réorganisation et la clarification du contenu sont nécessaires. (Marqué depuis septembre 2021)

- Archive Wikiwix
- Bing
- Cairn
- DuckDuckGo
- E. Universalis
- Gallica
- Google
- G. Books
- G. News
- G. Scholar
- Persée
- Qwant
- (zh) Baidu
- (ru) Yandex
- (wd) trouver des œuvres sur Wikidata

Pour les articles homonymes, voir Lucifer (homonymie).

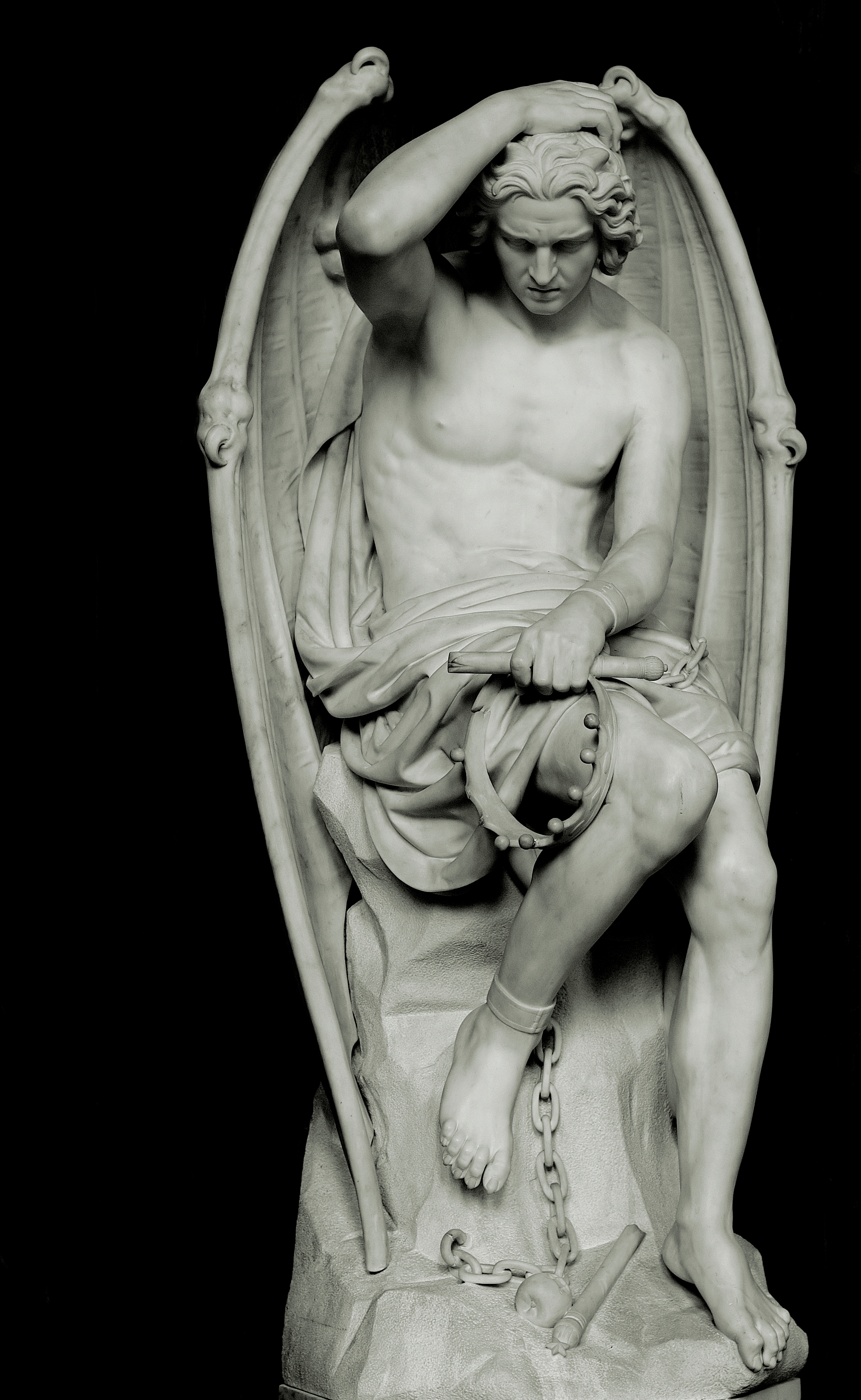
Le Lucifer de Liège (cathédrale Saint-Paul, Liège).

Lucifer est un nom latin signifiant « porteur de lumière », composé de lux, génitif lucis, « lumière », et « fero, « porter », qui désigne une entité mythologique.
Dans la mythologie romaine, Lucifer personnifie l'« astre du matin » (Vénus) : précédant le lever du soleil, il annonçait la venue de la lumière de l'aurore.
Les chrétiens ont donné successivement trois sens au mot lucifer puis Lucifer :
- le premier comme adjectif, issu du sens latin « qui porte la lumière », a été utilisé par certains chrétiens avec le sens figuré de « qui porte la vérité » ;
- le second comme nom commun, issu du sens « étoile du matin », a été utilisé dans la Vulgate pour traduire l'expression « astre brillant » du livre d'Isaïe, entre autres ;
- le troisième comme nom propre, sous la forme définitive de Lucifer, est devenu le nom d'un ange déchu pour s'être rebellé contre Dieu. Certains l'ont rapidement diabolisé et assimilé à Satan. Cette figure, définitive, sera développée jusqu'à nos jours dans les religions chrétiennes et les arts.

## Origine latine du mot

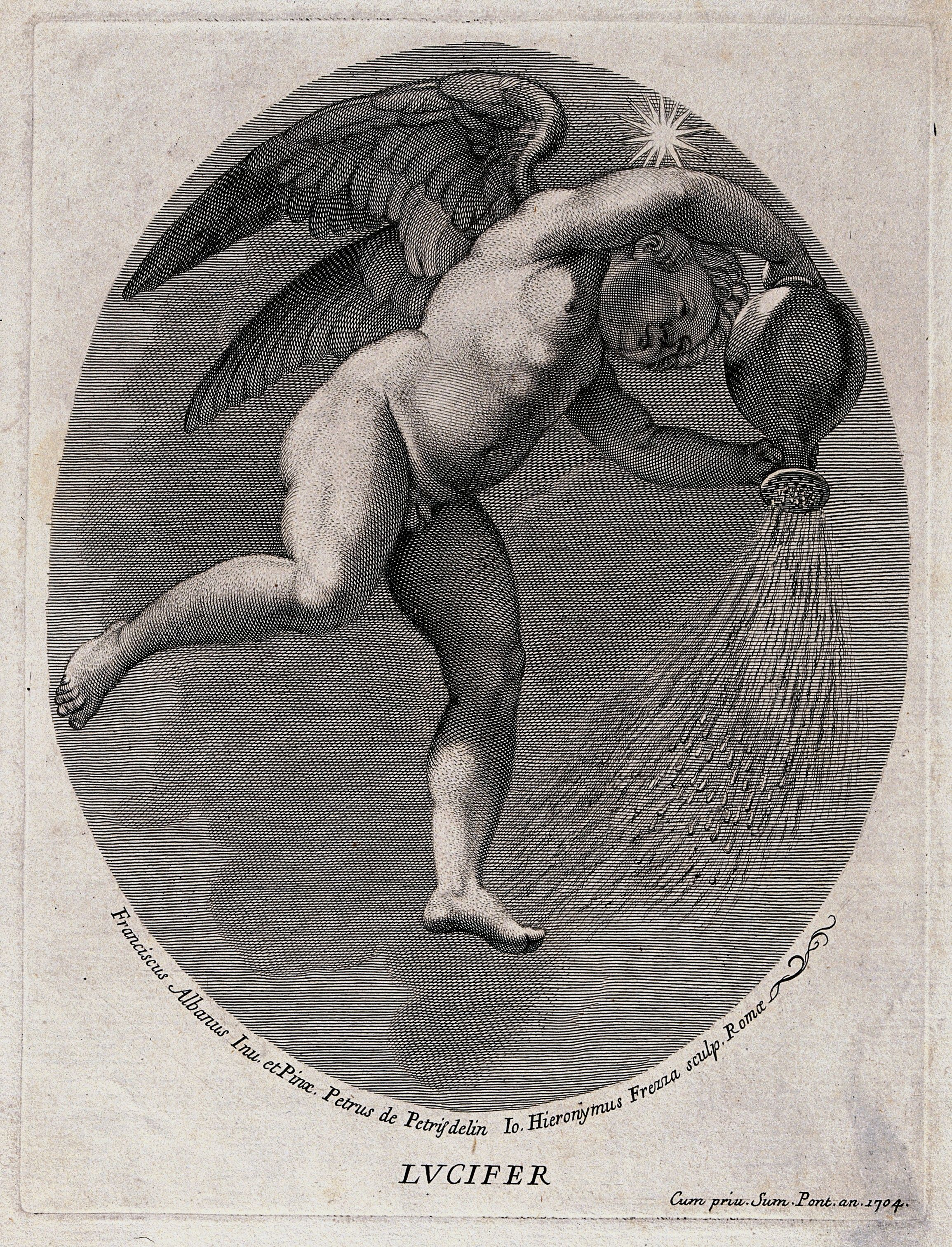
Lucifer (l'astre du matin). Gravé par G.H. Frezza, 1704, Wellcome.

À l'origine, lucifer est un adjectif élaboré avec le nom commun « lux (lumière) » et le verbe « ferre, fero (porter) ». Il signifie « qui apporte la lumière, qui donne de la clarté ».
L'adjectif substantivé désigne, dans la mythologie romaine, l'« astre du matin », c'est-à-dire la planète Vénus. Dans L'Énéide, Virgile écrit : « Et déjà des cimes du haut Ida se levait Lucifer ».Il correspond, dans la mythologie grecque, au dieu Héōsphóros (Έωσφόρος), « Celui qui porte l'aurore », aussi appelé Phōsphóros (Φωσφόρος), « Celui qui porte la lumière », du fait que la planète Vénus est encore visible peu avant l'aurore. Ces deux noms apparaissent dans l'Odyssée d'Homère et dans la Théogonie d'Hésiode. Héōsphóros est le frère jumeau de Vesper-Hespéros, l'« astre du soir ». Tous deux fils de la déesse Aurora-Héōs, ils sont représentés sous les traits de deux jeunes hommes.

## Premiers sens latins chez les chrétiens

### L'«étoile du matin» dans la Vulgate
Le mot lucifer est utilisé dans la Deuxième épître de Pierre (2 Pierre 1:19) dans la traduction latine de la Vulgate :  « Et habemus firmiorem propheticum sermonem: cui benefacitis attendentes quasi lucernae lucenti in caliginoso loco donec dies elucescat, et lucifer oriatur in cordibus vestris » qui est aujourd'hui traduit par « Ainsi nous tenons plus ferme la parole prophétique : vous faites bien de la regarder, comme une lampe qui brille dans un lieu obscur, jusqu'à ce que le jour commence à poindre et que l'astre du matin se lève dans vos cœurs ». Ce passage latin a son équivalent grec : « καὶ ἔχομεν βεβαιότερον τὸν προφητικὸν λόγον, ᾧ καλῶς ποιεῖτε προσέχοντες ὡς λύχνῳ φαίνοντι ἐν αὐχμηρῷ τόπῳ, ἕως οὗ ἡμέρα διαυγάσῃ καὶ φωσφόρος ἀνατείλῃ ἐν ταῖς καρδίαις ὑμῶν ». L'étoile du matin y est transcrite par φωσφόρος , phôsphoros.
Dans l'Apocalypse (22:16), Jésus dit : « Ego Jesus misi angelum meum testificari vobis haec in ecclesiis. Ego sum radix, et genus David, stella splendida et matutina. », ce qui peut se traduire par « Moi, Jésus, j’ai envoyé mon ange pour vous attester ces choses dans les Églises. Je suis le rejeton et la postérité de David, l’étoile brillante du matin ». Il est bien question de l'étoile du matin associée au Christ mais le mot Lucifer n'est pas mentionné.
Cet usage a perduré jusqu'à nos jours dans l’Exultet, le chant liturgique par lequel l'Église catholique, durant la veillée pascale du Samedi saint, proclame l'irruption de la lumière dans les ténèbres, symbolisée par celle du cierge pascal qui vient d'être allumé : « Flammas eius lucifer matutinus inveniat : ille, inquam, lucifer, qui nescit occasum, Christus Filius tuus qui, regressus ab inferis, humano generi serenus illuxit. », soit : « Qu'il brûle toujours lorsque se lèvera l'astre du matin, celui qui ne connaît pas de couchant, le Christ ton Fils ressuscité qui, revenu des enfers, répand sur les hommes sa lumière et sa paix. »

### La figure du «porteur de lumière»
À la fin du IVe siècle, le poète chrétien Prudence (né en 348, mort après 405), dans son ouvrage Psychomachie, 2, vers 625-628, utilise encore l'adjectif lucifer avec le sens « qui apporte la lumière » mais au sens figuré de « qui produit la vérité » : « quaerite luciferum caelesti dogmate pastum, qui spem multiplicans alat inuitiabilis aeui, corporis inmemores: memor est qui condidit illud subpeditare cibos atque indiga membra fouere ».
Prudence dans son autre ouvrage Cathemerinon, XII. Hymnus Epiphaniae, vers 29-36 donne une assimilation de l'étoile du matin à Lucifer : « Quod ut refulsit, ceteri cessere signorum globi, nec pulcher est ausus suam conferre formam Lucifer. Quis iste tantus, inquiunt, tegnator astris inperans, quem sic tremunt cælestia, cui lux et æthra inserviunt », ce qui peut se traduire par « Dès qu’il eut brillé, les autres astres pâlirent; l’étoile du matin, malgré sa beauté, n’osa pas se montrer auprès de lui ».
Le nom Lucifer est encore utilisé comme prénom au IVe siècle : Lucifer de Cagliari (ou Lucifer Calaritanus) (? - mort 370/371) est un évêque de Cagliari (Sardaigne) avant 354. Il est à l'origine du schisme « luciférien ». Il est parfois appelé « saint Lucifer » en raison d'une chapelle en son honneur dans la cathédrale Sainte-Marie de Cagliari.

## Glissement de sens vers «l'ange déchu», puis «Satan»

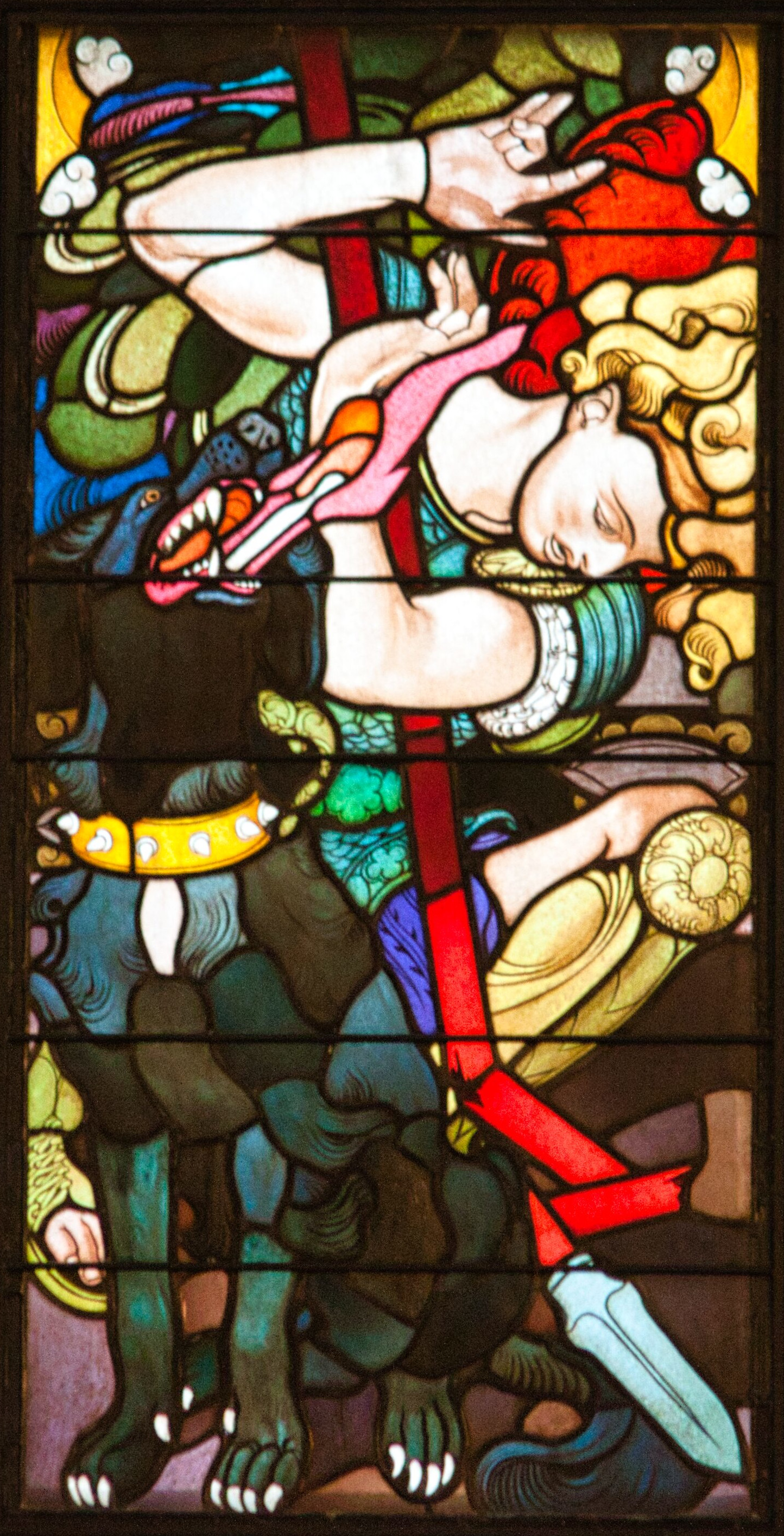
Lucifer tombé, vitrail par J. Mehoffer (cathédrale Saint-Nicolas de Fribourg)

### Livre d'Isaïe
Le Livre d'Isaïe (14:12-14) évoque la chute et la mort d'un roi : « Comme tu es tombé du ciel hêylêl (astre brillant), fils de l'aurore ! Comme tu as été renversé jusqu'à terre, dompteur des nations ! Tu disais en ton cœur : Je monterai au ciel, au-dessus des étoiles de Dieu j'érigerai mon trône, je m'assiérai sur la montagne du rendez-vous, dans les profondeurs du Nord. Je monterai sur les hauteurs des nuées, je serai l'égal du Très-Haut. » La première moitié du premier verset est traduite par la Bible de Jérusalem en « Comment es-tu tombé des cieux, Astre du matin, fils de l'Aurore ? » et par la Vulgate en « Quomodo cecidisti de cælo, Lucifer, qui mane oriebaris ? », scellant le lien entre ce roi et l'astre du matin, « Lucifer ». Ce passage décrit l’ascension et la chute d'un tyran, ici un souverain babylonien (VIIIe et VIIe siècles avant notre ère). Cependant, rien ne permet de préciser la date de rédaction du texte ni l'identité du roi incriminé.
Il se peut qu'Isaïe ait emprunté ce thème à un mythe cananéen lié à la déesse Sahar, l'« Aurore ». La Bible de Jérusalem relève en Isaïe 14:3-21 « plusieurs points de contact avec la mythologie phénicienne : la « montagne de l'assemblée » des dieux ; le « Très Haut », nom de Yahvé, mais aussi du Baal phénicien. Les Pères de l'Église ont compris la chute de l'Astre du Matin (Vulgate Lucifer) comme celle du prince des démons, dont le tyran païen est le représentant et le symbole ».
Hyll (ou hylyl dans l'un des manuscrits de la mer Morte) vient de la racine hâlal (« briller, luire », mais aussi « vouloir briller, se vanter, extravaguer »). Le dictionnaire Brown-Driver-Briggs, ainsi que Koehler et Baumgartner, le traduisent par shining one (« celui qui brille ») qu'ils interprètent comme « étoile du matin ».

## Christianisme

### Contexte du christianisme
La Bible chrétienne est élaborée dans un contexte influencé par d'anciennes traditions, orientales et occidentales.
- Après le retour de l'Exil à Babylone (autorisé par le grand-roi Cyrus de Perse en 539 avant notre ère), au cours de la période du Second Temple (VIe siècle avant notre ère au Ier siècle), il s'était développé au sein du judaïsme l'idée qu'il existait entre la sphère divine et le monde des hommes un monde intermédiaire peuplé d'anges. Ces anges étaient capables de modifier le cours des événements. Les anges mauvais étaient responsables de l'apparition du mal dans la Création[16].

Dans le Deuxième livre d'Hénoch, Satan est présenté comme un archange déchu dès la Création pour avoir défié Dieu et ayant entraîné les autres anges rebelles dans sa chute.
- Certains ont aussi proposé un rapprochement avec le mythe grec de la chute de Phaéton[18],[19].

### Origène d'Alexandrie et Grégoire de Nazianze
Les auteurs de langue grecque, Origène (4, 45) puis Grégoire de Naziance (3, 443) garderont le nom « Eôsphoros » pour désigner le Lucifer-Satan des chrétiens de langue latine.

### Premières mentions (en latin) de Lucifer (avant la Vulgate)

#### Vetus latina
Avant la Vulgate, il y a eu plusieurs tentatives de traduction en latin de la Septante. L'ensemble de ces textes porte le nom de Vetus Latina. Le mot lucifer y apparaît en Job 11:17 et Esaïe 14:12.

#### Cyprien de Carthage
Cyprien de Carthage (200-258) écrit en latin, notamment une œuvre qui s’intitule Testimoniorum Ad Quirinum Adversus Judaeos que Cyprien écrit pour un de ses amis nommé Quirinum.
Cette œuvre est composée de trois livres. Dans le troisième, écrit vers l'an 249, on trouve la mention de Lucifer au chapitre CXIX.
« CXIX. - In homine veniat. Homo futurus est. Quod reges Assyrii et Chaldaei Israelitis hoc Anti-Christus Christianis. Quemadmodum ergo sub Luciferi coelos ruentis shemate regis Babyloniae clades designabatur Isa 14,12 pari etiam terroris apparatu a primis Christianis descriptus erat Antichristus, ut sit nimirum malus quidam genius et cacodaemonum princeps. Tertullian, de Resurectione caruis, caput 25 : “ Bestia Antichristus, cum suo pseudopropheta certamen Ecclesiae ei inferat, atque ita Diabolo in abyssum relegato”, etc. Quae respicere videntur Apoc. XX, ubi Draco, serpens antiquus, qui est diabolus et Satanas, describitur. Certe Hippolytus martyr aperte erat in illas sententia, Antichristum fuisse ipsum diabolum plantastico et aereo corpore contectum. »
— Cyprien de Carthage, Testimoniorum Ad Quirinum Adversus Judaeos - Liber Tertius - Caput CXIX

« En homme, il vient. Un homme qui s’incarnera dans le futur. C’est cet Anti-christ qui s'était déjà incarné dans les rois d’Assyrie et de Chaldée qui avaient régné sur Israël. Comment ainsi donc des cieux fut précipité Lucifer, comme y fait allusion Isaïe dans le passage 14,12 de son livre en figurant et schématisant cela par le désastre et la calamité du roi de Babylone. Ce passage du livre d’Isaïe est une image bien plus semblable encore à ce que les premiers chrétiens vont par la suite décrire comme étant l’Antichrist incarnant le mal, le génie et le prince des démons : Tertullien, De Résurrectione, chapitre 25 : “La Bête Antichrist, avec son faux-prophète, porta une guerre à l’assemblée [des chrétiens], et le diable fut relégué dans l'abysse”, etc. Nous pouvons voir [le passage de] l’Apocalypse 20.[2] où est décrit le Dragon, l’antique serpent qui est le Diable et Satan. Certes, le martyr Hippolyte s’était révélé par ce principe : l’Antichrist est le diable en personne, à la fois incarné sur la terre et à la fois animé d’un corps d’esprit qui se dissimule. »
— Testimoniorum Ad Quirinum Adversus Judaeos - Liber Tertius - Caput CXIX
Il décrit l'Antichrist comme un homme qui doit venir s'incarner dans un avenir certain. Cyprien le rapproche des rois d'Assyrie et de Chaldée qui avaient régné un temps sur Israël, reprenant ainsi la manière utilisée par Isaïe lorsqu'il comparait le roi de Babylone à Lucifer (Livre d'Isaïe, 14.12).

#### Lactance
Entre 303 et 311, Lactance (ca. 250-ca. 325) cite plusieurs fois Lucifer dans son livre principal, les Divinae institutiones (en):
« Dicimus nos, parvulam moram intercessisse inter Lucifer supremi Angeli creationem, et ejus lapsum. »
ce qui peut se traduire par « On dit que peu de temps s’écoula entre la création et la chute de Lucifer, cet Ange suprême ... ».
« Peccatum quoque malorum angelorum idem fuesse quod Luciferi, nempe superbiae peccatum. »
ce qui peut se traduire par « Le péché des anges déchus est le même que fut celui de Lucifer, à savoir, le péché d'orgueil ».
« Statim autem atque peccaverant, damnad sunt, et cum Lucifero e caelo deturbati. »
ce qui peut se traduire par « Immédiatement après que leur péché fut commis, ils furent damnés, et avec Lucifer, du ciel ils furent délogés ».
« Diabolum quidem id est, Luciferum illico in infernum detrusum, quidam doctores arbitrantur »
ce qui peut se traduire par « C'est en effet le diable, Lucifer qui fut jeté immédiatement en enfer, comme le pensent certains docteurs (de la foi) ».

#### Saint Augustin
Augustin d'Hippone (354-430) est l'un des quatre pères latins de l'Église.
En 383, il commente le verset d'Isaïe 14:12 : « Le prophète Isaïe a dit du démon : Comment es-tu tombé des cieux, Lucifer, étoile du matin ? Toi qui foulais les nations, tu t'es brisé contre la terre. Tu disais en ton cœur : Je monterai aux cieux, j'élèverai mon trône au-dessus des étoiles; je m'assiérai au haut de la montagne, par-delà les hautes montagnes qui sont du côté de l'Aquilon; je monterai par-dessus les plus hautes nuées et je serai semblable au Très-Haut. Et toutefois te voilà plongé dans les enfers.»

Il y a dans cette peinture du démon, représenté sous la figure du roi de Babylone, une foule de traits qui conviennent au corps que Satan se forme dans le genre humain, principalement à ceux qui s'attachent à lui par orgueil et renoncent aux commandements de Dieu. »
En 397, Augustin fait référence au passage d'Isaïe et assimile la chute de Lucifer à celle du diable,.

#### Rufin d'Aquilée
Dans le Traité des Principes d'Origène, traduit en latin par Rufin d'Aquilée en 398, le commentaire grec d'Origène sur le texte d'Isaïe (14:12) donne en latin : «Manifestissime etiam per haec ostenditur cecidisse de caelo is utique, qui prius erat Lucifer et qui mane oriebatur. Si enim, ut putant aliqui, natura tenebrarum erat, quomodo ante fuisse Lucifer dicitur ? Vel quomodo poterat oriri mane qui nihil in se habebat ex luce ? Sed et saluator docet nos de diabolo dicens : Ecce uideo Satanan cecidisse de caelo sicut fulgur; lux enim erat aliquando. ». On peut traduire ces phrases par : « Cela montre très clairement qu'il est assurément tombé du ciel, celui qui était auparavant Lucifer et qui se levait à l'aurore. Si, comme certains le pensent, il était de la nature des ténèbres, comment l'appelle-t-on auparavant Lucifer ? Comment pouvait-il se lever à l'aurore, lui qui n'avait en lui rien de lumière ? Mais le Seigneur lui-même nous enseigne ce qui suit du diable : Voici que je vois Satan tombé du ciel comme la foudre. Il fut donc jadis lumière. »

### Vulgate
Vers 408, Jérôme de Stridon (vers 347 à 420, un des quatre Pères de l'Église latine), traduit certaines parties de la version hébraïque et la version grecque de la Bible qui seront incluses dans la Vulgate.
Dans la Vulgate, on trouve lucifer dans l'Ancien Testament : livre de Job 38:32 (« Numquid producis luciferum in tempore suo, et vesperum super filios terræ consurgere facis ? »), et 11:17 (« Et quasi meridianus fulgor consurget tibi ad vesperam ; et cum te consumptum putaveris, orieris ut lucifer » soit : « Plus brillante que midi alors monte ta vie, les ténèbres seront comme le matin. »)

## Développements ultérieurs de la figure de Lucifer-Satan

### Moyen Âge

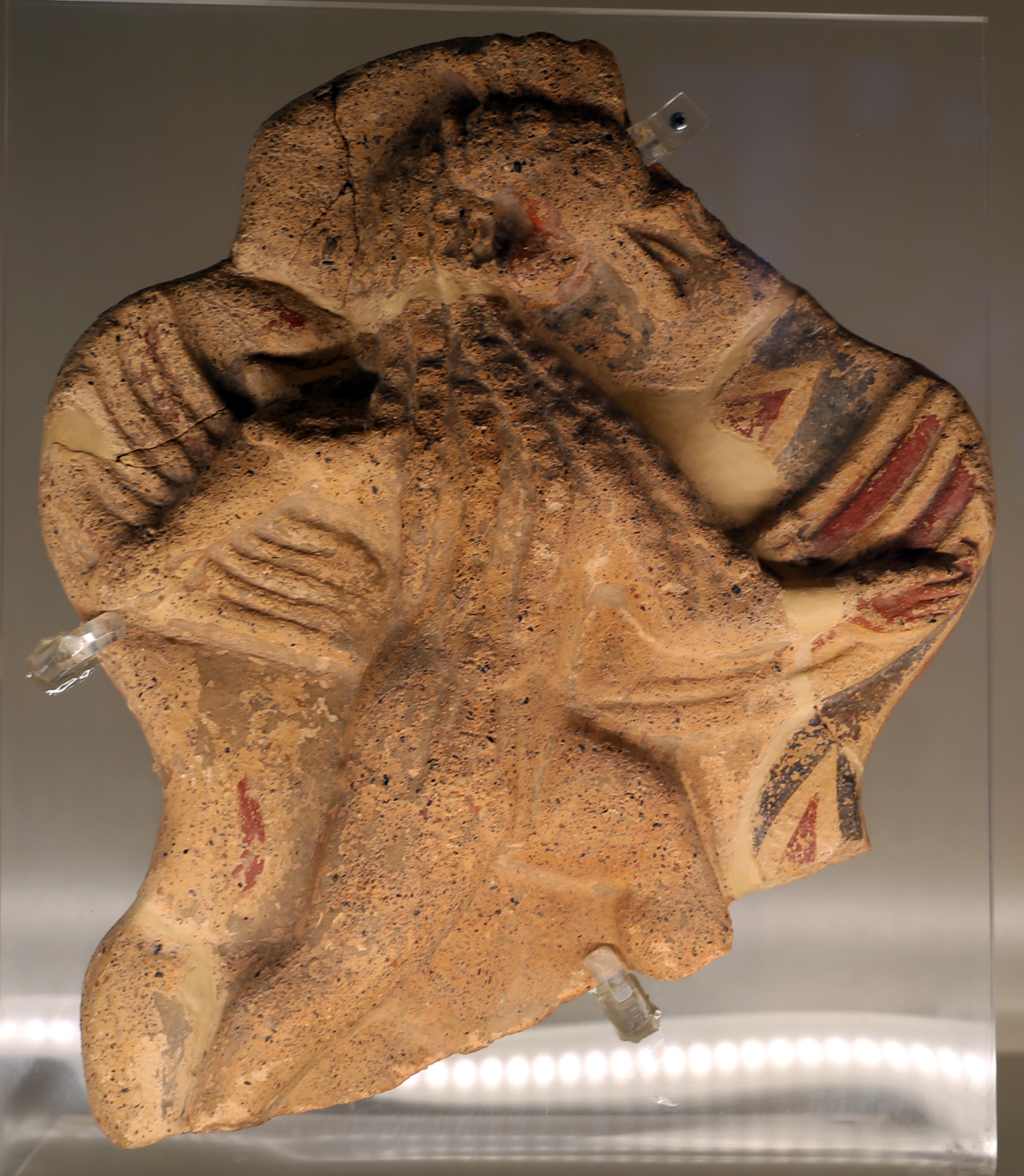
Lucifer (510 / Rome, Villa Giulia).
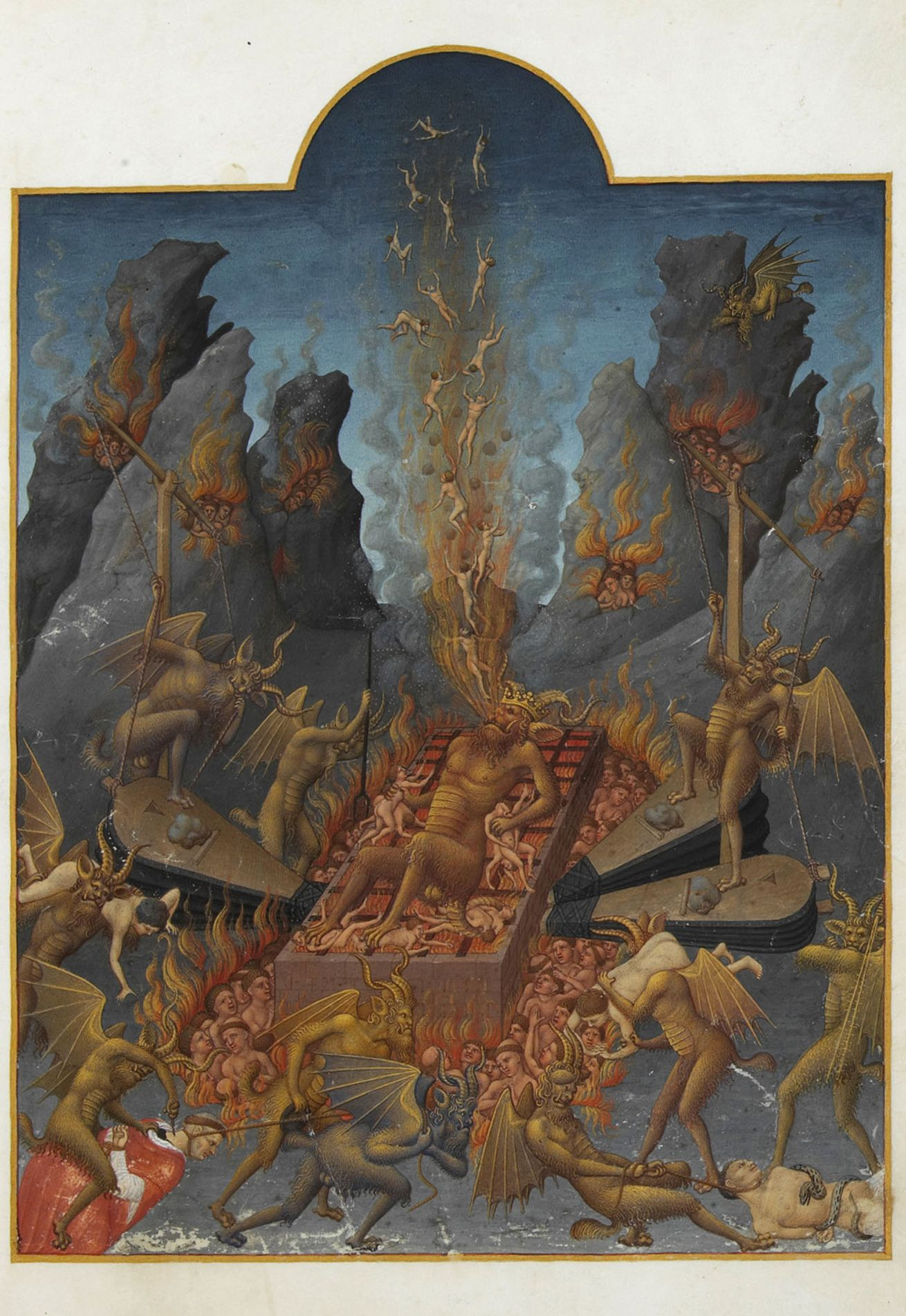
Satan est allongé sur un grill gigantesque d'où il saisit les âmes pour les projeter vers le haut par la puissance de son souffle brûlant (1411-1416).
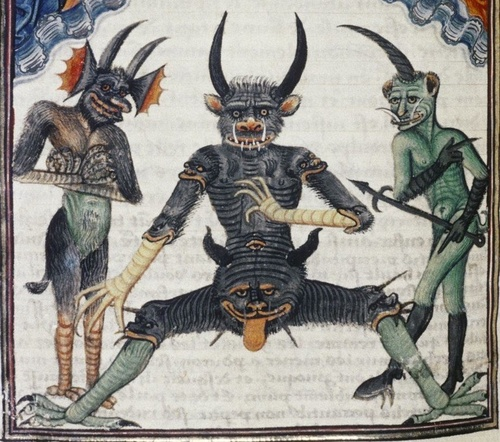
Livre de la Vigne nostre Seigneur - Lucifer en attente du jugement dernier (vers 1450-1470).

Dans certains groupes gnostiques, malgré l'identification de Satan avec Lucifer par les docteurs de l'Église, Lucifer était encore considéré comme une force divine et vénéré comme un messager du Dieu réel et inimaginable. Dans certains systèmes gnostiques, le « Fils premier-né de Dieu » s'appelait Satanael. Pour les Bogomiles, comme pour les anciens Euchites, le « premier-né » s'appelait Lucifer-Satanael.
Pour les Cathares, dont la doctrine et les rituels sont repris des Bogomiles selon certains, Lucifer était, avec Jésus, la première émanation du Dieu suprême.
Pour Bonaventure de Bagnoregio (1217-1274), ministre général franciscain au Moyen Âge (1257) et biographe, dans sa Leyenda mayor, de François d'Assise, l'humilité de saint François était si grande, son imitation du Christ si parfaite qu’il avait été jugé digne d’occuper, auprès de Dieu, la place qu’occupait Lucifer au paradis avant d’en être chassé.
À partir de 1288, Lucifer désigne le prince des démons dans la tradition chrétienne (les adjectifs luciférien et luciférienne, dérivés de ce nom à l'aide du suffixe -ien, n'apparaîtront qu'au XVIIIe siècle).

### Renaissance
Dans la Divine Comédie de Dante Alighieri, Lucifer réside dans le neuvième cercle de l'Enfer, au centre de la Terre. Immergé jusqu'au buste dans le lac gelé Cocyte, il est responsable du froid glacial qui règne au sein des Neuf Cercles, par les mouvements de ses six ailes qui tentent de le dégager. C'est sa chute depuis les Cieux qui a créé la forme en entonnoir de l'Enfer. Il broie éternellement avec ses trois faces (l'une rouge de feu, la seconde livide, la troisième noire, représentant la haine, l'impuissance et l'ignorance) Brutus, Judas Iscariote et Cassius.

### XVIIesiècle
En 1667 puis 1674 : Le Paradis perdu de John Milton. Nous trouvons au moins une mention de Lucifer (en anglais) dans le livre 7, vers 131.

### XVIIIesiècle
Pour le jésuite Tournemine au XVIIIe siècle, Lucifer est celui qui apporte la clarté, les « lumières », la connaissance et la révolte. Tournemine sera vivement critiqué pour avoir rapproché Lucifer du Titan Prométhée qui, dans la mythologie grecque, a désobéi à Zeus et donné le feu aux hommes.
En 1764, Voltaire, Dictionnaire philosophique (article « Ange », page 201) : « On a donné le nom de Lucifer au prince des anges qui firent la guerre dans le ciel ; et enfin ce nom, qui signifie phosphore et aurore, est devenu le nom du diable »,.

### XIXesiècle

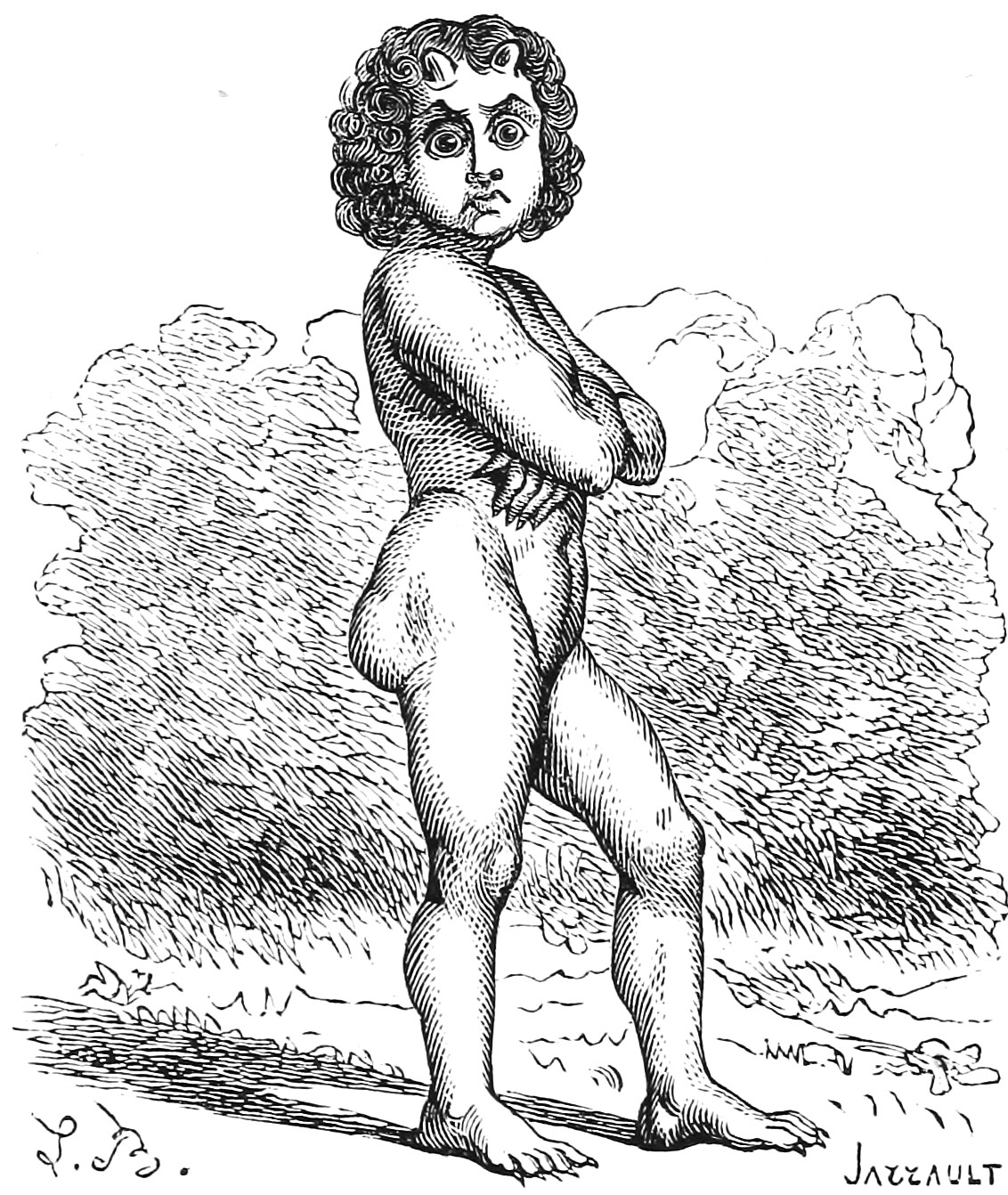
Lucifer. Illustration du Dictionnaire infernal de Jacques Auguste Simon Collin de Plancy par Louis Le Breton, 6e édition, 1863.

En 1826, dans son ouvrage Dictionnaire infernal, Jacques Collin de Plancy mentionne Lucifer dans sa liste : « Selon certains magiciens, Lucifer règne sur l'Est et commande les Européens et les Asiatiques. Il est souvent qualifié de roi de l'enfer et il est supérieur à Satan selon certains démonologues. Il a été évoqué lundi au milieu d'un cercle portant son nom et demeurant contenu lorsqu'un souris ou un liseron de venaison lui a été offert. L'un d'eux dit qu'il est facétieux et qu'il tire souvent des balais de sorcières pendant leur voyage vers le sabbat et les conduit sur ses épaules. Les sorcières de Moira en Suède l'ont attesté en 1672. Ils décrivent également Lucifer comme étant gris avec des bras bleus et des jupes-culottes rouges décorées de rubans. Lucifer a le visage d'un beau jeune enfant qui devient monstrueux et enflammé lorsqu'il est en colère. Selon certains démonologues, il est un amoureux de la justice en enfer. Il est également le premier à être invoqué dans les litanies du sabbat ».